# Susanne Augenhofer

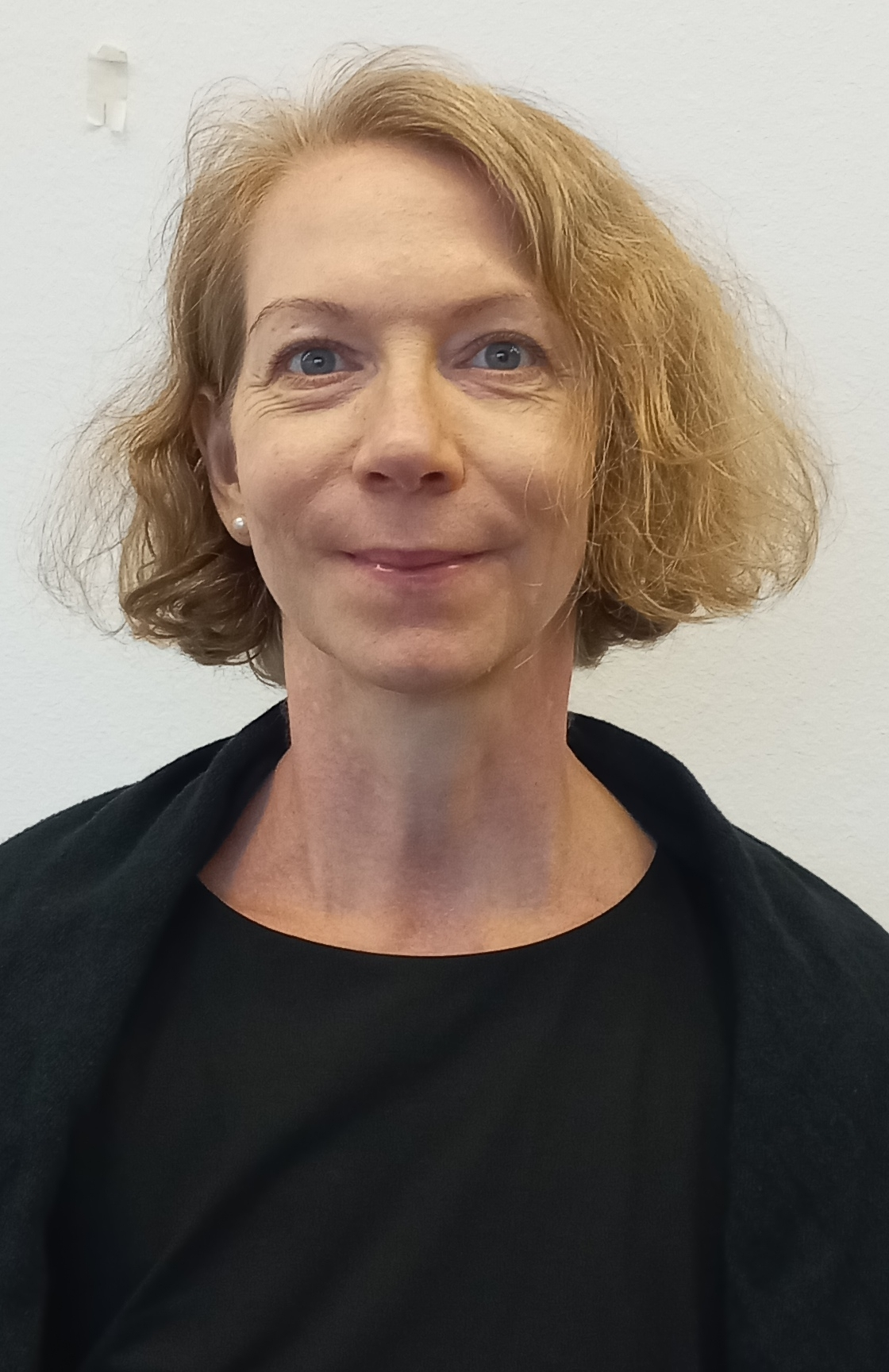
(2025)

Susanne Augenhofer (* 1977) ist eine österreichische Rechtswissenschaftlerin und Hochschullehrerin.

## Leben
Augenhofer studierte an der Universität Graz von 1995 bis 1999 die Rechtswissenschaft. Es schloss sich ein Doktoratsstudium an der Universität Wien an, an der sie zudem von 1999 bis 2009 als Universitätsassistentin angestellt war. 2001 wurde sie dort mit der Dissertation Gewährleistung und Werbung: das neue Gewährleistungsrecht für Werbeaussagen zur Doktorin der Rechte promoviert. 2003 erlangte sie einen LL.M an der Yale Law School, 2004 einen weiteren an der FU Berlin. Nach diversen internationalen Forschungsaufenthalten war sie von Sommer 2008 bis Sommer 2009 mit dem Jean-Monnet-Fellowship am Robert Schuman Centre for Advanced Studies am Europäischen Hochschulinstitut in Florenz tätig.
Augenhofer erhielt zum Oktober 2009 einen Ruf als Juniorprofessorin für Bürgerliches Recht und Europäisches Privatrecht mit besonderer Berücksichtigung des Verbraucher- und Wettbewerbsrechts an die Humboldt-Universität zu Berlin. Es folgten Forschungsaufenthalte 2010 an der London School of Economics and Political Science und 2014 an der Yale Law School. Zuvor erfolgte 2013 ihre Ernennung zur Inhaberin des Lehrstuhls für Bürgerliches Recht, Europäisches Privatrecht, Rechtsvergleichung sowie Marktregulierung durch Verbraucher- und Wettbewerbsrecht an der HU Berlin.
Seit 2014 ist sie Associated Research Scholar in Law an der Yale Law School, seit 2017 Mitglied des AcademiaNet, Visiting Scholar an der Columbia Law School sowie Adjunct Professor of Law an der NYU School of Law. Ab Herbst 2018 war sie Professorin für Deutsches und Europäisches Zivil- und Wirtschaftsrecht an der Staatswissenschaftlichen Fakultät der Universität Erfurt. 2020 folgte sie einem Ruf an das Institut für Unternehmens- und Steuerrecht der Universität Innsbruck.
Augenhofer erhielt 2011 den Theodor-Körner-Preis in der Rubrik Wissenschaft. 2019 wurde sie an der Staatswissenschaftlichen Fakultät der Universität Erfurt mit einem Preis für gute Lehre ausgezeichnet.

## Werke (Auswahl)
- Gewährleistung und Werbung: das neue Gewährleistungsrecht für Werbeaussagen, Linde, Wien 2002, ISBN 978-3-7073-0330-8.
- mit Brigitta Lurger: Österreichisches und europäisches Konsumentenschutzrecht, Springer, Wien 2005, ISBN 978-3-211-27827-7.
- (Hrsg.): Die Europäisierung des Kartell- und Lauterkeitsrechts, Mohr Siebeck, Tübingen 2009, ISBN 978-3-16-150036-7.
- (Hrsg.): Verbraucherrecht im Umbruch, Mohr Siebeck, Tübingen 2012, ISBN 978-3-16-152071-6.
- mit Christian Alexander (Hrsg.): 10 Jahre UGP-Richtlinie: Erfahrungen und Perspektiven, Mohr Siebeck, Tübingen 2016, ISBN 978-3-16-154131-5.